# DOCUMENTARY of AKB48 The time has come 少女たちは、今、その背中に何を想う?
『DOCUMENTARY of AKB48 The time has come 少女たちは、今、その背中に何を想う?』（ドキュメンタリー オブ エーケービーフォーティエイト ザ タイム ハズ カム しょうじょたちは いま そのせなかになにをおもう?）は、2014年の日本のドキュメンタリー映画。AKB48のドキュメンタリー映画4作目。

## 解説
監督は、AKB48のドキュメンタリー映画2作目の『DOCUMENTARY of AKB48 Show must go on 少女たちは傷つきながら、夢を見る』から担当している高橋栄樹。従来のAKB48のドキュメンタリー映画作品と同様、映画用に書き下ろされた「愛の存在」が主題歌として使用されている。
本作では、大島優子の卒業を軸に2013年からの1年半にわたるAKB48の活動を描いたとされているが、実質的には2013年の紅白歌合戦から2014年6月の大島優子卒業までの約半年間をピックアップしており、2013年の1年間はほとんど描かれていない。
公開日は2014年7月4日で、シリーズ初の夏公開となり、公開直前の6月に開催されたAKB48 37thシングル 選抜総選挙の様子も描かれている。

## スタッフ
- 監督：高橋栄樹
- 企画：秋元康
- 製作：窪田康志（AKS）、大田圭二（東宝）、秋元伸介（秋元康事務所）、北川謙二（ノース・リバー）、吉田哲彦（NHKエンタープライズ）
- プロデューサー：古澤佳寛、磯野久美子（秋元康事務所）、松村匠（AKS）、牧野彰宏（AKS）、関山幹人
- ラインプロデューサー：篠田学（秋元康事務所）、橋本淳司
- 音楽：大坪弘人、world's end girlfriend
- 主題歌：AKB48「愛の存在」（You, Be Cool! / KING RECORDS）
- 撮影：高橋栄樹、角田真一、木村太郎
- 録音：久連石由文
- 編集：伊藤潤一
- 製作：AKS、東宝、Y&N Brothers、ノース・リバー、NHKエンタープライズ
- 配給：東宝映像事業部

## 映像ソフト
DISC1
DOCUMENTARY of AKB48 The time has come 少女たちは、今、その背中に何を想う？」劇場公開版本編
- 【DVD】劇場公開版本編120分／片面2層／16：9LB ビスタサイズ／音声：1. 日本語5.1chドルビーデジタル
- 【Blu-ray】劇場公開版本編120分／2層 (BD50GB) ／ビスタサイズ／音声：1. 日本語5.1ch ドルビーTrueHD

DISC2
「Documentary of AKB48 AtoZ 2014」ディレクターズカット
2014年7月5日・7月12日にNHK BSプレミアムで放送された特集番組。未放送カットを加えたパッケージ限定収録のディレクターズカット版である。
- 特報
- 本予告編
- 新予告編（2パターン）
- 主題歌「愛の存在」ドキュメンタリー版ミュージック・ビデオ
- 前夜祭舞台挨拶
  - 登壇メンバー - 渡辺麻友、柏木由紀、島崎遥香、小嶋陽菜、高橋みなみ、横山由依、北原里英、木﨑ゆりあ、加藤玲奈、岡田奈々、倉持明日香、西野未姫、向井地美音

- 【DVD】分数不明／片面2層／16：9LB ビスタサイズ／音声：日本語2.0chドルビーデジタル（予告編は除く）
- 【Blu-ray】分数不明／2層(BD50GB )／ビスタサイズ／日本語2.0chリニアPCM（予告編は除く）

DISC3（※コンプリートDVD BOX・Blu-ray BOXのみ収録）
「DOCUMENTARY of AKB48 The time has come 少女たちは、今、その背中に何を想う？」ディレクターズカット
- 【DVD】ディレクターズカット版本編　167分／片面2層／16：9LB ビスタサイズ／音声：1 日本語5.1chドルビーデジタル
- 【Blu-ray】ディレクターズカット版本編　167分／2層（BD50GB）／16：9／音声：1 日本語5.1chドルビーTrueHD